# Szombathelyi Antal (alispán)
Szombathelyi Antal, névváltozat: Szombathely (Szeghalom, 1803. július 14. (keresztelés) – Békés, 1862. november 7.) Békés vármegyei alispán és országgyűlési követ.

## Élete
Szombathelyi József megyei táblabíró és Hrabovszky Antónia fia.
Előbb kőrösladányi uradalmi ügyész volt, majd 1832-1836 és 1843-1844 között Békés vármegye országgyűlési követe lett. 1847-1848-ban a vármegye főjegyzője, 1849-ben első alispánja és kormánybiztosa volt. A szabadságharc után börtönbe került és halálra ítélték, de kegyelmet kapott.
Hazafi és jeles szónok volt. Felesége Kovásóczy Alojzia.

## Művei
Országgyűlési beszédei a Naplókban vannak.
- 1845 Követjelentés az 1843-44. országgyűlésről. Pest (tsz. Tomcsányi József)